# Давыдов, Сергей Викторович (футболист)
Сергей Викторович Давыдов (укр. Сергій Вікторович Давидов; род. 16 декабря 1984[…], Эсхар, Харьковская область) — украинский футболист, нападающий.

## Биография
Воспитанник харьковского «Металлиста». На профессиональном уровне начал играть в харьковском «Металлист-2». В команде провёл 56 матчей и забил 14 мячей. 24 апреля 2005 года дебютировал в Высшей лиге за «Металлист» в матче против симферопольской «Таврии» (1:1).
Весной 2008 года находился в аренде в луцкой «Волыни», провёл один матч против клуба «Львов» (1:4). Летом 2008 года был отдан в аренду в ужгородское «Закарпатье», помог клубу выиграть Первую лигу и выйти в Премьер-лигу.
В 2012 году вернулся в Харьков, где в течение двух сезонов играл за «Гелиос», проведя за команду 45 игр (43 в чемпионате и 2 в кубке) и забив 4 мяча.
В первых числах октября 2014 года Давыдов был внесён в заявку харьковского «Металлист» для участия в Премьер-лиге Украины.
Перед началом сезона 2020/21 присоединился к харьковскому «Металлу», который заявился на розыгрыш Второй лиги Украины.